# Crab Orchard (Tennessee)
Crab Orchard è un comune degli Stati Uniti d'America, situato nello Stato del Tennessee, nella Contea di Cumberland.